# Alain Resnais
Alain Resnais (født 3. juni 1922, død 1. marts 2014) var en fransk filminstruktør, hvis tidlige film ikke mindst er forbundet med den nye bølge.
Alain Resnais var aktiv som filminstruktør frem til sin død i 2014 i en alder af 91 år. Hans sidste film var Aimer, boire et chanter, med premiere i Frankrig den 26. marts 2014. 

## Filmografi i udvalg
- Nat og tåge (dokumentarkortfilm, 1955)
- Hiroshima, min elskede (1959)
- I fjor i Marienbad (1961, vandt Guldløven ved Filmfestivalen i Venedig i 1961)
- Stavisky... (1974)
- Providence (1977, Bodilprisen for bedste europæiske film i 1978)
- Min onkel fra Amerika (1980)
- Livet er en roman (1983)
- Kærligheden til døden (1984)
- Smoking/No Smoking (1993)